# Димитър Митрев
Димитър Анастасов Митрев (на македонска литературна норма: Димитар Митрев) е български писател, литературен критик, публицист, есеист, академик, смятан за създател на литературната критика и теория в Северна Македония.

## История
Митрев е роден в Дедеагач, България (днес Александруполи, Гърция) в 1919 година. Произхожда от уважаван български род от село Завой, Охридско – баща му Анастас Митрев е един от най-популярните за времето си български екзархийски учители. След като Дедеагач е изгубен от България през 1919 г., в началото на 20-те години родителите му се преселват в София, където той отраства и учи. По късно става член на БКП и приема идеите на Коминтерна за създаване на отделна македонска нация. През 1938 година Митрев участва във формирането на Македонския литературен кръжок в София заедно с Никола Вапцаров, Коле Неделковски, Георги Абаджиев, Антон Попов. В началото на 1941 година заедно с Вапцаров започва издаването и редактирането на вестник „Литературен критик“. Главен редактор е на вестник „Народен бюлетин“.
След Деветосептемврийския преврат възприема изцяло принципите на македонизма, подкрепяни тогава и от българските власти, Димитър Митрев се премества да живее в Скопие. Там става първо държавен обвинител, а после - държавен защитник, като и в двете роли участва в гоненията над видните македонски българи, като над 10 от тях са екзекутирани - като д-р Петър Бърдаров и юриста Александър Хаджиздравев от Прилеп. В статия на официоза „Нова Македония“ на 2 юни 1945 година пише, че в защитната си пледоария изтъква „новата роля на защитата в помощ на съда и обвинителната власт“. Заради отрастването си в България Митрев не успява да проговори добре на сърбизираната македонска литературна норма, и на един от показните противобългарски съдебни процеси, в които участва, обвиняемите казват за него, че иска смъртта им на хубав български език. Редактор е на списанието „Нов ден“ и главен и отговорен редактор на списанието „Современост“. Митрев е един от първите членове на Македонската академия на науките и изкуствата. Член е на Дружество на писателите на Македония от основаването му през 1946 година. Преподава в Скопския университет, където създава катедрата по Южнославянска литература. Носител е на наградите „13 ноември“, „11 октомври“ и „АВНОЮ“.
В цялото си научно творчество и в преподавателската си дейност Митрев защитава принципа на социалистическия реализъм, който е в основата и на книгата му „Теория на литературата“. В периода 1974 – 1976 е ректор на Скопския университет.
Митрев е баща на политика от Северна Македония Илинка Митрева.

## Трудове
- „Пиринска Македонија во борба за национално ослободување“ (1980)
- Антологија на македонската лирика (1951, съставител заедно с Блаже Конески)
- „Вапцаров“ (1953)
- Критерум и догма (1956)
- Минато и литература (1958)
- Odsev Ilindenske wsatje v umjetni literaturi, Ljubljana 1958
- Повоени македонски поети, (Антологија, 1960)
- Пиринска Македонија и БКП (1961)
- „Критики и огледи“ (1969)
- Избрани дела (7 т., 1970)
- Есеји и критике, Београд 1975
- Пиринска Македонија, Скопје 1986